# Agathia laqueifera
Agathia laqueifera là một loài bướm đêm trong họ Geometridae.